# Derek Freeman
John Derek Freeman, novozelandski antropolog, * 15. avgust 1916, Wellington, Nova Zelandija, † 6. julij 2001, Canberra, Avstralija.
Poznan je predvsem po kritiki klasičnega dela Margaret Mead Coming of Age in Samoa.